# إيرل فوكس
إيرل فوكس (بالإنجليزية: Earle Foxe) مواليد 25 ديسمبر 1891 في أوكسفورد، الولايات المتحدة - الوفاة 10 ديسمبر 1973 في لوس أنجلوس، هو ممثل أمريكي بدأ مسيرته الفنية سنة 1912. امتدت مسيرته الفنية لأكثر من 34 عاما.

## الأعمال
- المخبر
- عبر الأطلسي
- من خلال عيون مختلفة

## روابط خارجية
- إيرل فوكس على موقع IMDb (الإنجليزية)
- إيرل فوكس على موقع ألو سيني (الفرنسية)
- إيرل فوكس على موقع أول موفي (الإنجليزية)
- إيرل فوكس على موقع قاعدة بيانات برودواي على الإنترنت (الإنجليزية)
- إيرل فوكس على موقع قاعدة بيانات الأفلام السويدية (السويدية)
- إيرل فوكس على موقع قاعدة بيانات الفيلم (الإنجليزية)
- إيرل فوكس على موقع كينوبويسك (الروسية)